# Kirche Mariä Himmelfahrt (Elisabetin)
Die Kirche Mariä Himmelfahrt (rumänisch Biserica Adormirea Maicii Domnului) ist eine rumänisch-orthodoxe Kirche im III. Bezirk Elisabetin der westrumänischen Stadt Timișoara (deutsch Temeswar). Sie befindet sich in der Strada Protopop Gheorghe Dragomir und liegt dort dem Kirchpark Piața Eforie gegenüber. In der östlichen Nachbarschaft befindet sich auch die Piața Crucii.

## Geschichte
Seit 1784 bestand an dieser Stelle bereits eine Kirche, die wiederum auf dem Gelände einer vormaligen hölzernen Kirche errichtet wurde, welche dort im Mai 1727 gebaut worden war. 1836 wurde deren Kirchturm errichtet.
1894 begann nach den Plänen des Architekten Ștefan Toth der Bau der heutigen Kirche, die eine Länge von 24,41 m und eine Breite von 7,70 m hat. Der Kirchturm ist in barockem Stil gehalten. Die Wandmalerei im Inneren der Kirche wurde von Iulian Toader aus Arad, und die Bildhauer- und Holzarbeiten von Trajan Novac ausgeführt.
Die Kirche wurde am 6. November 1927 geweiht. Es handelt sich um einen einfachen Saalbau mit eingezogenem Fassadenturm, der in der Außengestaltung an die Banater Landkirchen erinnert. Lediglich die Gestaltung des Innenraums mit einem Tonnengewölbe und mit einer Apsis, die die gleiche Breite wie das Langhaus besitzt, ist abweichend.
Im Jahr 1989 wurde die Kirche renoviert.